# أونترشلايسهايم
اونتراشلايسهايم (بالألمانية: Unterschleißheim) هي مدينة و بلدة ألمانية تقع في ألمانيا في ميونخ. يقدر عدد سكانها بـ 27,557 نسمة .

## المدن التوأمة
مدن Le Crès، Lucka، زيلينوغراد، هانغتشو و لونغ آيلند هي مدن توأمة لـاونتراشلايسهايم.